# Elaiophis inornatus
Elaiophis inornatus – gatunek węża z rodziny Lamprophiidae występującego w Afryce Południowej.
W 2011 roku węża tego przeniesiono z rodzaju Lamprophis do Lycodonomorphus; w 2025 roku wydzielono go do nowego, monotypowego rodzaju Elaiophis.
Osobniki tego gatunku osiągają rozmiary od 60 do 100 centymetrów. Najdłuższa zanotowana samica mierzyła 97,5 centymetra, samiec 63,7 centymetra. Ciało na grzbiecie i po bokach w kolorze oliwkowozielonym. Brzuch jest w kolorze szaro-zielonym.
Samica składa od października do grudnia 5 do 15 jaj o wymiarach 32 do 43 milimetrów długości, 24 do 25 milimetrów szerokości. Po 70 do 90 dniach inkubacji wykluwają się młode węże mierzące 19 do 24 centymetrów.
Jest to zwierzę prowadzące nocny tryb życia, preferujące siedliska lądowe. Zazwyczaj powolne i łagodne, lecz mogą zaatakować w obliczu zagrożenia. Gady te polują na jaszczurki, małe gryzonie i inne węże. Same są pokarmem ptaków drapieżnych, między innymi gadożerów.
Węże te występują w wilgotnych nadmorskich terenach Kraju Przylądkowego oraz prowincji KwaZulu-Natal w Republice Południowej Afryki; także w prowincjach Mpumalanga i Limpopo oraz w Eswatini.